# Knuckles' Chaotix
Knuckles' Chaotix, in Japan uitgebracht als Chaotix, is een platformspel uit de Sonic the Hedgehog-serie. Het spel is ontwikkeld en uitgegeven door Sega voor de Sega 32X.

## Verhaallijn

### Noord-Amerika/Europa
Carnival Island, een nieuw attractiepark, zal spoedig worden geopend. Knuckles heeft de taak er voor te zorgen dat alles soepel verloopt. Hij wordt echter tegengewerkt door Dr. Eggman, die zijn zinnen heeft gezet op de Power Emerald die het eiland van stroom voorziet. Hiermee wil hij zijn nieuwste uitvinding, de Combi Confiner, van energie voorzien.
Eggman vangt al Knuckles’ vrienden. Knuckles moet hen bevrijden en Eggman stoppen voor het attractiepark geheel in puin ligt.

### Japan
In de Japanse versie draait alles om een mysterieus eiland dat uit zee oprees na de gebeurtenissen uit Sonic & Knuckles. Dr. Robotnik ontdekt het eiland, en de mysterieuze Chaos Ringen die hier verborgen zijn. Om de ringen allemaal te vinden bouwt Eggman op het eiland zijn nieuwste basis, de Newtrogic High Zone.
Mighty the Armadillo, Espio the Chameleon, Vector the Crocodile, en Charmy Bee arriveren ook op het eiland, maar worden gevangen door Eggman en metal Sonic. Niet veel later arriveert Knuckles. Hij laat Espio vrij, en de twee spannen samen tegen Eggman.

## Personages
Knuckles' Chaotix introduceert de Chaotix. De groep heeft in het spel vijf leden, waaronder Knuckles the Echidna. De andere vier personages zijn Mighty the Armadillo, Vector the Crocodile, Espio the Chameleon en Charmy Bee.
Elk personage in Knuckles' Chaotix heeft zijn eigen speciale vaardigheden. Knuckles kan nog steeds zweven zoals hij al deed in Sonic & Knuckles. Espio kan tegen muren en plafons oplopen. Tevens kan hij als een tornado ronddraaien om vijanden te verslaan. Mighty is de snelste van alle personages. Vector is de grootste van de Chaotix, en kan eveneens tegen muren opklimmen. Charmy kan vliegen.

## Gameplay
Het primaire doel van het spel is gelijk aan die in vorige Sonic-titels. De speler moet een level uitspelen binnen 10 minuten, en onderweg vijanden verslaan en ringen verzamelen.
Spelers werken altijd samen met een partner; een NPC die achter de speler aanloopt. Deze partner dient onder andere als extra bescherming. Wanneer een speler schade oploopt verliest hij eerst alle zijn verzamelde ringen. Indien hij geen ringen heeft verliest hij tijdelijk zijn partner. Als hij geen van beide heeft verliest hij een leven. De speler en zijn partner zijn met elkaar verbonden met een ring waar een elastiek tussen zit. Deze band maakt het mogelijk extra comboaanvallen uit te voeren. Zo kunnen spelers elkaar naar platformen gooien of de elastiek uitrekken voor extra snelheid.
In het spel zijn vijf werelden. Elke wereld bevat vijf levels en elk level 2 acts. De levels spelen zich af op verschillende tijdstippen van de dag, wat van invloed is op de moeilijkheidsgraad en de eindbaasgevechten. Omdat het spel door zijn vele levels langer was dan elk voorgaand Sonic-spel, was het spel voorzien van een back-up system waarmee de speler het spel handmatig kon opslaan.
Naast de gewone levels zijn er ook bonuslevels en speciale levels. De bonuslevels zijn te betreden door 20 ringen te verzamelen en vervolgens door een van de grote ringen te springen die in de normale levels verborgen zijn. In deze bonuslevels valt de speler door een lange spiraalvormige buis gevuld met ringen, power-ups, blokken en uitgangen. De speler kan proberen deze ringen en power-ups te verzamelen tot de tijd op is of hij een uitgang raakt. De speciale levels zijn te betreden door 50 ringen te verzamelen en vervolgens door een grote ring aan het eind van het level te springen. In de speciale levels loopt de speler door een zeshoekig parcours om een aantal blauwe bollen te verzamelen. Indien de speler alle bollen verzameld krijgt hij een chaos ring.

## Ontvangst
| Beoordeeld door                      | Datum          | Score |
| ------------------------------------ | -------------- | ----- |
| Sega-16.com                          | 23 juni 2005   | 90%   |
| Hobby Consolas                       | juli 1995      | 87%   |
| IMPLANTgames                         | 19 april 2009  | 80%   |
| GamesAreFun.com (GAF)                | 21 april 2003  | 80%   |
| Video Games & Computer Entertainment | juni 1995      | 80%   |
| Le Geek                              | 2003           | 80%   |
| Video Games                          | juni 1995      | 78%   |
| Game Players                         | juni 1995      | 41%   |
| GamePro (USA)                        | juni 1995      | 40%   |
| Defunct Games                        | 1 januari 2005 | 20%   |